# Valentin Hristov (sollevatore 1994)
Valentin Hristov (in bulgaro Валентин Христов?; Šumen, 30 marzo 1994) è un sollevatore bulgaro naturalizzato azero, vincitore della medaglia di bronzo a Londra 2012 poi revocata per doping e due volte campione europeo.